# Иоанн Оленевский
Иоанн Оле́невский (в миру Иван Васильевич Калинин; 11 сентября 1854, Оленевка, Пензенская губерния — 6 августа 1951, Соловцовка, Пензенская область) — священноисповедник, один из наиболее почитаемых подвижников пензенской земли. 27 декабря 2000 года постановлением Священного синода Русской православной церкви Иоанн Оленевский причислен к Собору новомучеников и исповедников Церкви Русской XX века.

## Биография

### Детство
Иоанн был рождён дворовой крестьянской девицей Ксенией Ивановной Калининой. Отец Иоанна не известен, во многих источниках указывается, что его отчество было взято от крестного отца, вероятнее всего, его дяди — Василия Ивановича Калинина. Окончил оленевскую земскую школу. С детства вел духовную жизнь, был строгим молитвенником и постником, не ел ни рыбу, ни мясо, спал мало и в неудобном положении, не ел сладкого. Отец Ксении за грех выгнал дочь с ребёнком из дома, но потом, сжалившись, построил ей келию около сельской церкви. Иоанн рано остался сиротой, жил у родственников, занимался шитьем и вязанием, прислуживал при алтаре, работал в церкви псаломщиком.

### Священнослужение

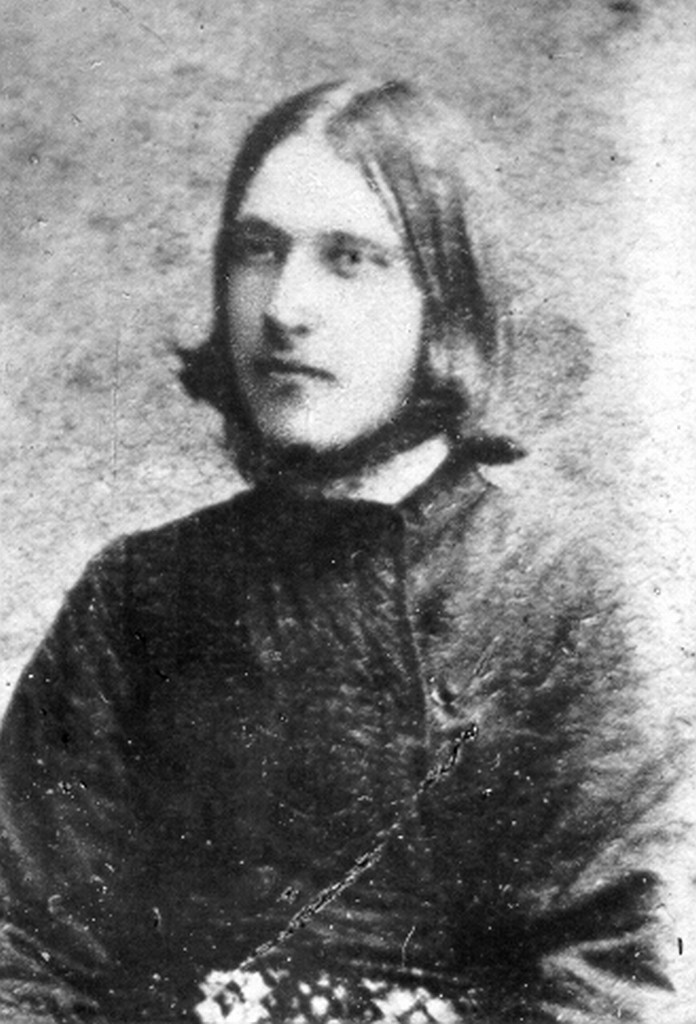
Фото молодого диакона Иоанна Оленевского

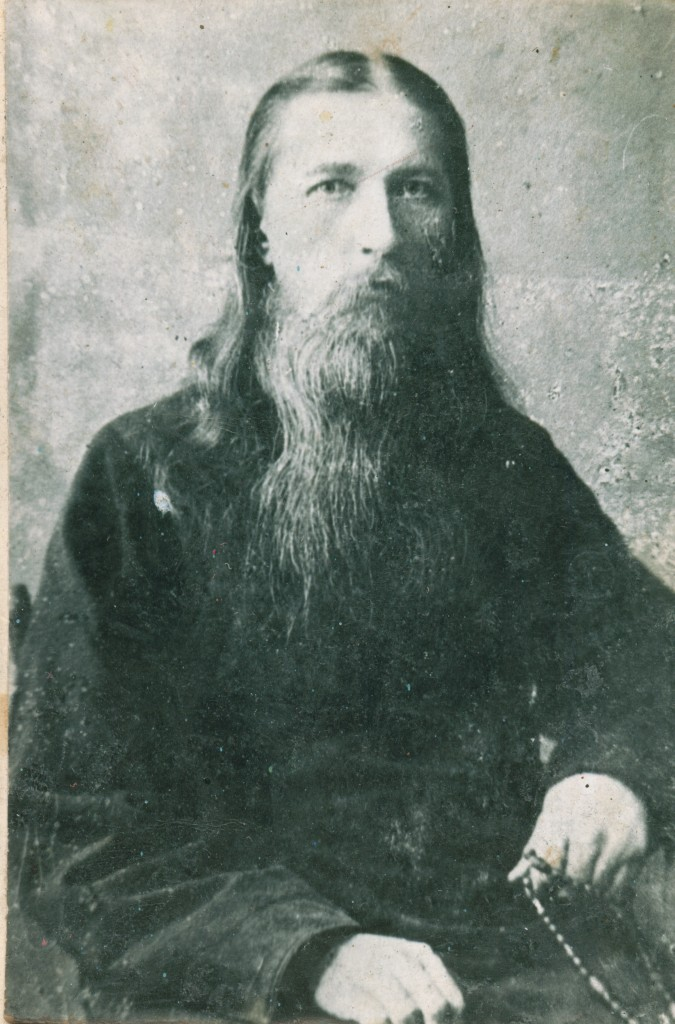
Старец Иоанн. Начало XX в.

В 1920 году Иоанн Оленевский рукоположен в сан диакона епископом Пензенским и Саранским Иоанном (Поммером) в Пензенском Спасо-Преображенском монастыре. Диаконство старца отмечается как исключительное в истории Церкви — не будучи священником, он нес труд пастырства, кроме того, известны случаи, когда к старцу за разрешением епархиальных вопросов обращались духовные лица вплоть до епископов.
Священнический путь старца начался 2 сентября 1946 года, под закат его земного пути, после 26 лет пребывания в сане диакона. Перед рукоположением им была написана автобиография, в которой отец Иоанн писал: «… проживаю в с. Оленевке, содержась на доброхотные подаяния, по преклонному старческому возрасту и слабому здоровию работать не мог, а в настоящее время, чувствуя себя пободрее, желаю принимать участие в Богослужении в храме, не на постоянной работе, а изредка в с. Соловцовке». Находясь в более чем 90-летнем возрасте, старец уже не мог ходить в церковь сам, и его доставляли на подводе помощники — три молодых человека, это Александр Иванович Комаров (Шурка Борисовский, 1929 г. р.), Алеша Попков (1928 г. р.) — будущий протоиерей и Шамиль (Александр) Денюшов (1933 г. р.) — из колюпановских татар. В церковь старец ездил только в теплое время года — летом, весной и осенью, а зимой — очень редко.
Память о священнодействии старца сохранилась у некоторых старых людей. Рассказывали, что он, болезненный, древний, почти столетний, был к старости низок ростом и с белой бородой и волосами, однако в храме у него вдруг появлялись силы, он часами служил, исповедовал, благословлял. Когда батюшка принимал исповедь, ему не надо было говорить весь перечень грехов, он и так знал их, только спрашивал, кается человек или нет, и накрывал епитрахилью. Давал краткие поучения.
После службы батюшка лично благословлял прихожан, каждого крестил. Часто старец садился в храме на табурет и благословлял сидя. Также сидя исповедовал или помазывал елеем. Несмотря на заполненность храма, прихожане с благоговением и трепетом подходили по одному. Затем батюшку выводили из церкви, сажали на телегу и увозили домой.

### Духовный наставник
Отец Иоанн ещё при жизни почитался святым человеком, он слыл помощником и утешителем людей, духовным отцом, обладающим даром прозорливости, чудотворцем. По множеству воспоминаний разных людей к батюшке обращались за помощью и советом врачи, учителя, председатели советских организаций, начальники тюрем, военные чины, представители различных национальностей, и после общения с ним многие приобщались к вере. В житии указывается, что старец обладал дарами духовничества, пророчества, исцеления больных, различение духов, и дар видения на расстоянии. Старец принимал приходящих к нему ежедневно, несмотря на тяжелое состояние здоровья и запреты властей. К нему приезжали люди и из близлежащих и отдаленных городов. Такое паломничество не одобрялось властями, иногда людей разгоняли, старались выяснить, кто приходил к старцу, преследовали их. Старец принимал людей в своей келье, рядом с церковью, давал советы и говорил утешительные слова, исповедовал. Иногда говорил иносказательно, так что приходивший не сразу понимал слова старца, а лишь спустя некоторое время.

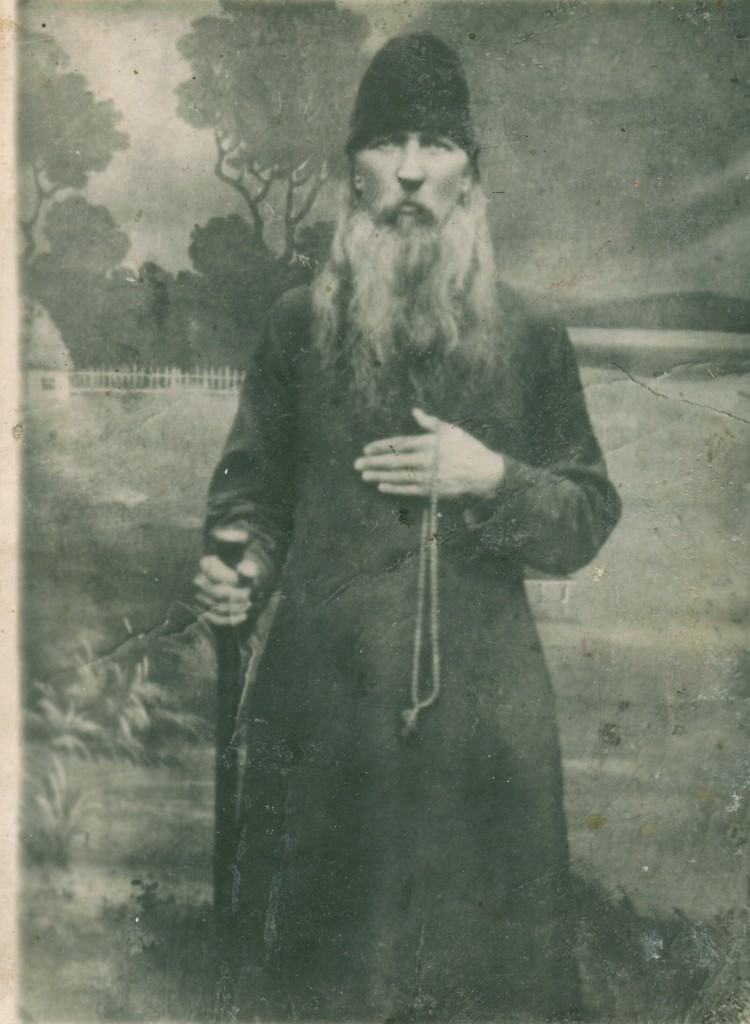
Калинин И. В., 1920 г

### Гонения
Иоанн Оленевский не раз подвергался аресту и гонениям за религиозную деятельность. В 1924 году в местной печати против старца была проведена клеветническая компания, после которой у старца отобрали дом и он был вынужден жить у родственников или духовных детей. Впервые был арестован 8 апреля 1932 года по делу контрреволюционной организации церковников «Истинно православные». Обвинялся в «агитации через посещающих богомольцев», в том, что «сеет религиозную заразу и ведет скрытую работу, направленную на срыв мероприятий советской власти». 14 мая 1932 года особой тройкой при полномочном представительстве ОГПУ в Средневолжском крае приговорен к высылке за пределы края на 3 года, но 22 мая освобожден под подписку о невыезде. 30 января 1934 года Отец Иоанн был вновь задержан, помещен в тюрьму, но на следующий день освобожден под подписку о невыезде. 26 февраля дело в отношении о. Иоанна было прекращено «вследствие его болезни и преклонного возраста».
24 октября 1936 года по доносу о чтении духовных стихов после службы был арестован, помещен в районную тюрьму с. Кондоль, затем в тюремную больницу. 28 ноября перемещен в тюрьму в Пензе. Обвинялся в том, что «распространял о себе слухи как о „прозорливом старце“, а посещение его верующими ряда сел служило ему возможностью для возбуждения недоверия к советскому строю». На суде заявил: «Виновным себя не признаю. Люди ко мне ходили с горем поговорить. Про Советскую власть я никому и ничего не говорил». 19 марта 1937 г. выездной сессией Спецколлегии Куйбышевского обл. суда приговорен к 6 годам заключения. 26 мая Коллегией по спецделам Верховного Суда РСФСР приговор был отменен, о. Иоанн освобожден.

## Необычные события из жизни

### «Я буду захоронен дважды»
В описании жития Иоанна особо выделяется предание о предвидении старцем своего перезахоронения. После кончины Иоанн был погребен на кладбище села Оленевка, а 5-6 августа 1996 года, по благословению архиепископа Пензенского и Кузнецкого Серафима (Тихонова), останки старца были перезахоронены за алтарем Сергиевской церкви до дня канонизации. Сообщается, что поднятие гроба с останками сопровождалось чудесными явлениями: радужными кругами, исходящими от солнца, необычным сиянием вокруг могилы, благоуханием.
Вот как описывает это событие Житие священноисповедника Иоанна Оленевского:

Одна родственница старца спрашивала его: «Сколько я проживу, батюшка?» А старец ей ответил: «Ты ещё доживешь до того времени, когда меня дважды захоронят».
Пророчество сбылось.

…

Случилось это так. Приснопамятный Архиепископ Пензенский и Кузнецкий Серафим любил приезжать на кладбище на могилу старца и служить там панихиду. Однажды вместе с ним приехали люди из Администрации Пензенской области.
Отслужили панихиду, затушили все свечи, и вдруг у одного высокопоставленного лица сама собой загорелась свеча в руках. Тогда к этому отнеслись с недоверием. Но когда приехали в следующий раз, этот человек (или его заместитель) стал класть пучок свечей — и вновь вспыхнула одна свеча. Тогда поступило предложение перезахоронить старца в церковной ограде. И 6 августа 1996 года, в годовщину смерти Иоанна Оленевского, состоялось перезахоронение.
В тот день стояла страшная жара, облако закрыло солнце. Земля была утрамбована до такой степени, что мы с 12 часов дня (после того, как отслужили панихиду) до 7 часов вечера долбили грунт, чтобы вскрыть могилу. Когда мне пришлось опуститься в могилку для проверки сохранности гроба, я увидел, что он только с одной стороны — со стороны ног — чуть-чуть подгнил. Это обычный деревянный гроб, пролежавший в земле 45 лет! С трудом нам удалось оторвать гроб от земли, и в этот момент огненный столп поднялся в небо. Люди воскликнули: смотрите! Облако в небе растворилось, как будто его и не было; солнце начало играть, как на Пасху. Мы стали поднимать гроб, и в это время устремился ввысь второй огненный столп. Одни видели его малым, другие — более обширным, но видели все присутствовавшие, а их было больше тысячи человек. И когда уже почти подняли гроб, вверх поднялся третий столп.

### Канонизация и обретение мощей
Постановлением Священного Синода Русской Православной Церкви от 27 декабря 2000 года на Юбилейном Архиерейском Соборе старец иерей Иоанн Васильевич Калинин (Оленевский) был канонизирован и причислен к Собору новомучеников и исповедников Российских XX века (от Пензенской епархии). Торжества по случаю прославления старца Иоанна начались в мае 2001 года уже при епископе Филарете, вступившем в управление епархией 5 января. Это событие носило общеепархиальный характер, но основные труды по организации и подготовке праздника легли на плечи настоятеля Соловцовской церкви, священника Александра Егорова, служившего на приходе с 1991 по 2001 год.

### Почитание верующими
Считается, что Отец Иоанн особенно покровительствует бесплодным супругам и детям. Сам он был незаконнорождённым ребёнком и за это, согласно описанию его жития, претерпел вместе со своей матерью много унижений и притеснений. Его мать Ксения рано умерла, оставив мальчика сиротой. Он рос лишенным родительской любви и заботы, поэтому старец тепло относился к детям при земной жизни и помогает им сейчас.
Богослужения в Троице-Сергиевском храме проходят ежедневно, и почти каждый день в храм приезжают паломники специально для того, чтобы, приложившись к раке с мощами священноисповедника Иоанна Оленевского, и молить старца об исцелении бесплодия.